# Gwiazdozbiór Łabędzia
Łabędź (łac. Cygnus, dop. Cygni, skrót Cyg) – jeden z bardziej wyrazistych gwiazdozbiorów nieba północnego, znany już w starożytności. Liczba gwiazd dostrzegalnych nieuzbrojonym okiem: około 150, 16. co do wielkości. W Polsce widoczny od wiosny do jesieni. Ze względu na to, że jego najjaśniejsze gwiazdy układają się na niebie w kształt krzyża, czasem nazywany jest Krzyżem Północy (analogia do Krzyża Południa).
Gwiazdozbiór znajduje się w obrębie Drogi Mlecznej. Wysoko na letnim północnym niebie Łabędź pokazuje najjaśniejszą część północnej Drogi Mlecznej, wspaniałą Chmurę Gwiazd w Łabędziu.
Najjaśniejsza gwiazda Łabędzia, Deneb tworzy, wraz z Altairem z Orła oraz Wegą z Lutni, charakterystyczną formację nieba letniego, asteryzm – Trójkąt letni.

## Mity i legendy

Przedstawienie Łabędzia

Łabędź przedstawia postać, jaką przybierał Zeus w czasie swych sekretnych schadzek. Jednym z obiektów pożądania miała być nimfa Nemesis lub, w bardziej powszechnej wersji, królowa Sparty – Leda. Po miłości z Zeusem Leda zrodziła podobno – są różne wersje tej historii – jedno lub dwa jaja. Z nich narodzili się Kastor i Polluks oraz Helena Trojańska. Polluks i Helena Trojańska byli rzekomo potomkami Zeusa, lecz Kastor był synem Ledy i jej męża, króla Tyndareosa.
Inna opowieść mówi o tym, że Orfeusz po swojej śmierci został jako Łabędź uwieczniony tuż przy swoim instrumencie, to jest obok gwiazdozbioru Lutni.

## Gwiazdy Łabędzia
Ponieważ przez konstelację przechodzi Droga Mleczna, widać tam zatrzęsienie gwiazd – nic dziwnego, że jest to miejsce intensywnych badań astronomicznych. W szczególności teleskop Keplera prowadzi w tym rejonie obserwacje w celu poszukiwania planet pozasłonecznych wśród około 150 tysięcy gwiazd.
Jaśniejsze gwiazdy tworzą asteryzm Krzyża Północy. Te same gwiazdy wraz z bledszymi – wypełniającymi skrzydła – układają się w łabędzia. Delta i Epsilon Cygni to jego skrzydła, między nimi znajduje się Gamma Cygni, Albireo tuż u końca szyi, Deneb zaś tam, gdzie ma on kuper. Wymienione gwiazdy są jednocześnie pięcioma najjaśniejszymi w konstelacji.
- Alfa (α) Łabędzia (Deneb), nadolbrzym, jest gwiazdą pierwszej wielkości, pomimo że znajduje się w odległości 1500 lat świetlnych: wynika to z faktu, że jej jasność jest 60 tysięcy razy większa od jasności Słońca. Odległość jest jednak obarczona dużą niepewnością. Stąd też problemy z ustaleniem precyzyjnych parametrów fizycznych. Jej promień jest co najmniej 200 razy większy niż Słońca, masa to 19 mas Słońca, a jasnością przewyższa je około 200 tysięcy razy[3]. Deneb w Łabędziu to jeden z wielu Denebów na niebie; innymi są na przykład Deneb Kaitos (Beta Ceti), Deneb Algedi (Delta Capriorni), Denebola (Beta Leonis). Wszystkie nazwy oznaczają ogon lub inną „końcówkę” zwierzęcia bądź postaci[3].
- Warto zaznaczyć, że pierwszą gwiazdą, której odległość od Słońca (11,4 lat świetlnych) określono w 1841, mierząc roczną paralaksę, była 61 Łabędzia 61 Cygni. To efektowna para wyraźnie rozdzielonych pomarańczowych karłów[1].
- Albireo, (β Cyg), jest charakterystyczną gwiazdą podwójną. Już za pomocą niewielkiego teleskopu zobaczymy tam parę gwiazd wyraźnie różniących się barwą. Jaśniejszy składnik, Beta Cygni A ma barwę bursztynową, słabszy zaś, Beta Cygni B, to gwiazda zielononiebieska. Choć na niebie są oddalone od siebie o zaledwie 35 sekund łuku, nie ma pewności, czy ta para to tylko układ podwójnie wizualny, czy jest to również układ fizyczny[3].
- Delta Cygni (Fawaris) to kolejny system gwiezdny. Jest to układ potrójny, w którym dwa dominujące składniki dzieli odległość zaledwie 2,4 sekundy łuku, więc do ich obserwacji konieczny jest teleskop o średnich rozmiarach[3].
- Epsilon Cygni (Aljanah) – pomarańczowy olbrzym położony w odległości 72 lat świetlnych[4].
- Najbardziej znaną gwiazdą zmienną jest χ Cyg. Jest to zmienna typu Mira Ceti, znana od końca XVII wieku, o okresie pulsacji blisko 400 dni. W maksimum blasku osiąga nawet 3,3m i jest widoczna gołym okiem w pobliżu η Cyg.
- Inna ciekawa gwiazda zmienna to P Cygni, błękitny hiperolbrzym o blasku zmieniającym się nieregularnie. Ze względu na to, że jest to gwiazda u kresu życia, można spodziewać się jeszcze większych jej pojaśnień, a także związanych z nimi wyrzutów materii (tak jak w przypadku gwiazdy Eta Carinae)[3].

## Interesujące obiekty
Przez konstelację przechodzi pas Drogi Mlecznej – jeden z najpiękniejszych jego fragmentów. To gęsto usiane „pole gwiazdowe” Galaktyki przecięte jest ciemnym obłokiem pyłu o masie szacowanej na milion mas Słońca, które nazywane jest Wielką Szczeliną. Ciągnie się ona od Łabędzia i przebiega, rozszerzając się stopniowo, aż do konstelacji Strzelca. W skład obłoku wchodzi asocjacja gwiazdowa Cygnus OB2, której niezwykle młode, super masywne gwiazdy zanurzone są w gęstym obłoku pyłu i gazu. Ta gromada gwiazdowa zawiera szacunkowo 50-100 gwiazd typu widmowego O i jest często porównywana z najjaśniejszymi gromadami w Wielkim Obłoku Magellana. Jej szczegółowe obserwacje prowadzi się w falach radiowych i rentgenowskich – dla amatorów astronomii jest to ciemny obszar na niebie.
W Łabędziu nie brak również starszych gromad gwiazdowych, które są w zasięgu amatorskiego sprzętu.
- Rozległa gromada otwarta M39, położona w odległości około 800 lat świetlnych i zawierająca mniej niż setkę gwiazd. Przy dobrych warunkach można ją dostrzec nieuzbrojonym okiem.
- Kolejna łatwa do znalezienia gromada otwarta to M29, położona na południe od Gamma Cygni. Kilka z jej jasnych gwiazd układa się w kształt wozu, ale z nieco przyciętym dyszlem. Składa się z relatywnie młodych gwiazd o wieku szacowanym na 10 milionów lat.

Spośród czternastu mgławic widocznych w konstelacji najbardziej efektowna jest NGC 6826. „Zerkając” można zobaczyć, że mierzący 25 sekund łuku dysk Mgławicy Mrugającej jest tak jasny, że zakrywa centralną gwiazdę. Patrząc normalnie, zauważymy inną sytuację: gwiazda świeci niemal jaśniej niż dysk. Mgławica ósmej wielkości znajduje się w odległości około 3200 lat świetlnych. Przez teleskop o aperturze 75 mm widać ją jako bladoniebieską plamkę. Chcąc ją lepiej zobaczyć, trzeba użyć instrumentu o aperturze 150 mm. 
- Na końcu wydłużonej, ciemnej mgławicy Barnard 168 widać mgławicę emisyjną Kokon (IC 5146). Jest położona w odległości około 3,3 tysiąca lat świetlnych i świeci dzięki gwiazdom gromady, którą otacza, czyli Collinder 470. Gromada zawiera niewiele ponad 100 gwiazd, z czego zaledwie dwie są możliwe do dostrzeżenia za pomocą amatorskiego teleskopu. Mgławica jest wdzięcznym obiektem dla astrofotografów. Położona jest na granicy z konstelacją Jaszczurki na wschód od M39[3].
- Obok jasnego Deneba, kilka stopni na wschód rozciąga się wielka mgławica emisyjna Ameryka Północna (NGC 7000). To właśnie najjaśniejsza gwiazda Łabędzia pobudza ją do świecenia. Swoją nazwę zawdzięcza podobieństwu kształtu do Kontynentu Ameryki Północnej. Rozmiarami przekracza cztery tarcze Księżyca, ale próżno jej szukać na niebie nieuzbrojonym okiem. Całe piękno tej mgławicy widać dopiero na długoczasowych zdjęciach. 10-centymetrowy teleskop pokaże Florydę i Meksyk, które składają się głównie z mgławicowości emisyjnej. Ciemne mgławice tworzą „oceany” otaczające świecący „kontynent”[1].
- Bliżej Deneba znajduje się słabsza i mniejsza mgławica, IC 5070, zwana Pelikanem, gdyż przypomina siedzącego z zamkniętym dziobem ptaka[5]. W istocie obie mgławice są jednym obłokiem zjonizowanego wodoru przedzielonego na niebie ciemnym pasmem pyłu. Odległość od tego kompleksu szacowana jest na około 1600 lat świetlnych[3].
- Kolejna warta uwagi mgławica znajduje się na linii między γ i η Cyg. To mgławica emisyjna Półksiężyc (NGC 6888). W niej świeci masywna gwiazda WR 136 typu Wolfa-Rayeta odznaczająca się szybkim tempem ewolucji. Jeszcze około 4,5 miliona lat temu była w stadium nadolbrzyma i miała typ widmowy O.
- Inna ciekawa mgławica zajmuje obszar kilku stopni kwadratowych w okolicy gwiazd ζ i ε Cyg. Jest to pozostałość po supernowej sprzed około 6,5 tysięcy lat. To mgławica Welon (Pętla Łabędzia), odległa od nas około 1500 lat świetlnych. Jej dostrzeżenie wymaga światłosilnego teleskopu[3]. Zwyczajna lornetka pokaże NGC 6992/5 w kształcie haczyka, a 8-centymetrowa apertura umożliwi podziwianie włóknistej NGC 6960 i Trójkąta Pickeringa (nieskatalogowanego). Wiele włókien i odnóg pojawiających się na zdjęciach można zobaczyć, używając filtra OIII i 40-centymetrowego teleskopu, który pokaże także NGC 6979[1].
- Kolejny kompleks jasnych i ciemnych mgławic to IC 1318 – Mgławica Gammy (γ) Łabędzia.
- Największe ciemne mgławice konstelacji są widoczne nieuzbrojonym okiem. Północny Worek Węgla jest bulwiastym północnym końcem Wielkiej Szczeliny.
- Mgławica Lejek (LG3) ciągnie się przez 12 stopni od ety (η) Cefeusza do zachodniej granicy M39[1].
- Planety pozasłoneczne: HD 188753 A b
- Poza zasięgiem amatorskiej astronomii znajduje się Cygnus A, które jest potężnym radioźródłem powstałym w wyniku zderzenia dwu galaktyk miliony lat świetlnych od nas[2].
- Niedaleko Eta (η) Cygni znajduje się Cygnus X-1, silne źródło promieniowania rentgenowskiego. Uważa się, że jest to, leżący w naszej Galaktyce, układ podwójny złożony z czarnej dziury i błękitnego nadolbrzyma[2].
- Cygnus X-3[5].

## Roje meteorów
W okresie od połowy lipca do końca sierpnia promieniują meteory z dwóch rejonów Cygnidów (Alfa i Kappa). Ciałem macierzystym roju meteorów Kappa Cygnidów może być kometa z rodziny jowiszowej, której pozostałością jest planetoida (361861) 2008 ED69. Nie jest znane ciało macierzyste roju Alfa Cygnidów.